# أبو كبير (مركز)
مركز أبو كبير، مركز إداري مصري. يقع في محافظة الشرقية الواقعة في جمهورية مصر العربية. القاعدة الإدارية للمركز هي مدينة أبو كبير.